# Gabrowci
Gabrowci (bułg. Габровци) – wieś w Bułgarii, w obwodzie Wielkie Tyrnowo, w gminie Wielkie Tyrnowo. W 2024 roku liczyła 69 mieszkańców.